# Amphoe Nong Kung Si
Amphoe Nong Kung Si (Thai: อำเภอ หนองกุงศรี) ist ein Landkreis (Amphoe – Verwaltungs-Distrikt) der Provinz Kalasin. Die Provinz Kalasin liegt in der Nordostregion von Thailand, dem so genannten Isan.

## Geographie
Die Nachbarbezirke sind im Uhrzeigersinn von Nordosten startend: die Amphoe Sam Chai, Sahatsakhan, Mueang Kalasin, Yang Talat und Huai Mek in der Provinz Kalasin, Amphoe Kranuan der Provinz Khon Kaen, Amphoe Tha Khantho wiederum in Kalasin sowie Amphoe Wang Sam Mo der Provinz Udon Thani.

## Geschichte
Nong Kung Si wurde am 14. September 1973 zunächst als „Zweigkreis“ (King Amphoe) eingerichtet, indem die Tambon Nong Kung Si und Khok Khruea vom Amphoe Tha Khantho abgetrennt wurden. Im Jahr 1975 wurde Tambon Nong Bua des Amphoe Sahatsakhan ebenfalls an Nong Kung Si übertragen. 
Am 25. März 1979 wurde Nong Kung Si zum Amphoe heraufgestuft.

## Verwaltung

### Provinzverwaltung
Der Landkreis Nong Kung Si ist in neun Tambon („Unterbezirke“ oder „Gemeinden“) eingeteilt, die sich weiter in 113 Muban („Dörfer“) unterteilen.
| Nr. | Name          | Thai      | Muban | Einw.  |
| --- | ------------- | --------- | ----- | ------ |
| 1.  | Nong Kung Si  | หนองกุงศรี  | 13    | 08.818 |
| 2.  | Nong Bua      | หนองบัว    | 13    | 07.102 |
| 3.  | Khok Khruea   | โคกเครือ   | 15    | 10.217 |
| 4.  | Nong Suang    | หนองสรวง  | 11    | 05.493 |
| 5.  | Sao Lao       | เสาเล้า    | 14    | 05.846 |
| 6.  | Nong Yai      | หนองใหญ่   | 15    | 08.110 |
| 7.  | Dong Mun      | ดงมูล      | 14    | 09.309 |
| 8.  | Lam Nong Saen | ลำหนองแสน | 08    | 05.645 |
| 9.  | Nong Hin      | หนองหิน    | 10    | 06.055 |

### Lokalverwaltung
Es gibt sieben Kommunen mit „Kleinstadt“-Status (Thesaban Tambon) im Landkreis:
- Kham Kao (Thai: เทศบาลตำบลคำก้าว) besteht aus Teilen des Tambon Nong Kung Si.
- Nong Bua (Thai: เทศบาลตำบลหนองบัว) besteht aus dem gesamten Tambon Nong Bua.
- Nong Suang (Thai: เทศบาลตำบลหนองสรวง) besteht aus dem gesamten Tambon Nong Suang.
- Nong Yai (Thai: เทศบาลตำบลหนองใหญ่) besteht aus dem gesamten Tambon Nong Yai.
- Dong Mun (Thai: เทศบาลตำบลดงมูล) besteht aus Teilen des Tambon Dong Mun.
- Nong Kung Si (Thai: เทศบาลตำบลหนองกุงศรี) besteht aus Teilen der Tambon Nong Kung Si und Lam Nong Saen.
- Nong Hin (Thai: เทศบาลตำบลหนองหิน) besteht aus Teilen des Tambon Nong Hin und weiteren Teilen des Tambon Dong Mun.

Außerdem gibt es drei „Tambon-Verwaltungsorganisationen“ (องค์การบริหารส่วนตำบล – Tambon Administrative Organizations, TAO):
- Khok Khruea (Thai: องค์การบริหารส่วนตำบลโคกเครือ)
- Sao Lao (Thai: องค์การบริหารส่วนตำบลเสาเล้า)
- Nong Hin (Thai: องค์การบริหารส่วนตำบลหนองหิน)